# Râul Goru
- Pentru alte utilizări ale numelui, consultați Goru (dezambiguizare)

Râul Goru este un curs de apă, afluent al râului Zăbala. 

## Hărți
- Harta Munții Vrancea  Arhivat în 9 iunie 2008, la Wayback Machine.